# 友川麻里
友川麻里（日语：友川 まり，1969年8月4日—），日本女性配音員。出身於福岡縣。身高157cm。A型血。

## 人物簡介
賢Production所屬。國立音樂大學、Amusement Media綜合學院聲優演藝研究科畢業。興趣、特長：英語、小倉方言。

## 演出作品
※粗體字表示說明飾演的主要角色。

### 電視動畫
1998年
- 星際牛仔（記者）
- 女惡魔人（女播報員、女性1、播報員）

1999年
- 星界的紋章（ユーンセリュア、記者）
- 名偵探柯南（乘客B、女性、搜査官）

2005年
- 名偵探柯南（播報員）
- 萌趣趣（日语：モンチッチ）（恰姆）

2006年
- 怪醫黑傑克（同級生）
- 名偵探柯南（鑑識人員）

### OVA
1999年
- 青山剛昌短篇集（工作人員）

### 遊戲
2000年
- 同居情事小說 ～佐藤由香～（日语：ルームメイトノベル 〜佐藤由香〜）（佐藤由香）

2006年
- Microsoft Flight Simulator X（日语：Microsoft Flight Simulator X）

### 外語配音
※作品依英文名稱及英文原名排序。

#### 電影
- 有話好好說
- 絕命列車（英语：Seconds to Spare）

#### 電視影集
- 淘小子看世界（英语：Boy Meets World）
- 大學生費莉希蒂
- 白宮風雲

#### 動畫
- 龍王傳說

### 旁白
- 親子話！英語
- 生活魔法家（日语：あったか生活!秘伝!カテイの魔法）
- 命懸任務
- 奇跡之門 電視的力量（日语：奇跡の扉 TVのチカラ）
- 聖誕老人傳說
- 世界最新報導

### 廣告
- 崎陽軒（日语：崎陽軒）燒賣賀年卡
- 東京平安閣（日语：平安 (冠婚葬祭)）
- 野村玩具
- 阪急旅遊服務（日语：阪急交通社）

### 其它
- TomicaPlarail專輯影像（〈2004年～2008年〉）、（〈2010年〉）

## 外部連結
- 賢Production公式官網的聲優簡介（页面存档备份，存于） （日語）